# Ib Stetter
Ib Gunnar Stetter (født 1. marts 1917 i Odense, død 16. marts 1997 i Aalborg) var en dansk konservativ politiker og forhenværende industriminister og formand for Det Konservative Folkeparti.
Stetter var industriminister i Regeringen Poul Schlüter I fra 10. september 1982 til 12. marts 1986. Han var medlem af Folketinget i perioden 1964-87 og medlem af Europa-Parlamentet 1977-79. Han blev formand for De Konservative Folkeparti i 1977 efter Poul Schlüter indtil Schlüter igen fik posten i 1981.